# جاك ستايسي
جاك ستايسي (بالإنجليزية: Jack Stacey)‏ (6 أبريل 1996 في المملكة المتحدة - ) هو لاعب كرة قدم بريطاني في مركز الهجوم. لعب مع نادي بارنت ونادي ريدنغ ونادي كارلايل يونايتد.

## وصلات خارجية
- جاك ستايسي على موقع قاعدة بيانات كرة القدم.إي يو (الإنجليزية)
- جاك ستايسي على موقع Soccerbase.com (لاعب) (الإنجليزية)
- جاك ستايسي على موقع Soccerway.com (الإنجليزية)
- جاك ستايسي على موقع عالم كرة القدم.نت (الإنجليزية)